# 李剑农
李剑农（1880年6月10日—1963年12月14日）又名剑龙，号德生，生于湖南省邵阳县滩头砖屋村（今属隆回县），中国历史学家。

## 生平
1880年6月10日（光绪六年五月初三日），李剑农生于邵阳县滩头砖屋村的一个农民家庭。幼年读私塾，稍长便进入邵阳县设书院学习。当时的学官不学无术，又向学生勒索额外的供献，引发学生愤恨。李剑农和同学们围绕“儒卿”二字凑成一副对联讽刺学官：“不是个人，装出雷公模样，缺少三分面目；活象条卵，专打银子主意，全无半点良心。”
1904年春，李剑农入湖南中路师范学堂史地科学习，专攻历史。1906年，由同学曾广瑊介绍，参加中国同盟会。1908年，自该校毕业，留校任教。
1910年，李剑农到日本留学，入早稻田大学学习政治经济学。留学期间，参加中国同盟会的各项活动，和孙中山、黄兴、宋教仁、章太炎等人接近。1911年秋，武昌起义爆发，李剑农放弃学业，回中国参加革命。他从传闻和报导中“择其确实可征信者，备记始末”，编为《武汉革命始末记》，于武昌起义后40天在上海的《民国日报》发表。
1912年初，袁世凯继孙中山之后出任中华民国临时大总统。此时，李剑农在武汉《民国日报》任新闻编辑，写文章维护共和，抨击军阀。由于该报支持武力讨袁，1913年6月24日，该报馆遭到查封，编辑曾毅、周览、杨端六、成希禹被捕。李剑农在1914年7月离开中国赴英国，入伦敦政治经济学院旁听并自由开展研究。留学英国的三年内，他在各国图书馆广泛阅读欧美各国政治理论、政治制度、政治史、宪法史等方面著作。英国议会政治及联邦制对他产生很深影响。1916年夏，李剑农自英国回国。他拒绝了亲友让其做官的愿望，拒绝了湖南政客让他当湖南省政府秘书的邀请，拒绝了到北京大学当教授的邀请。他决心仿照英国联邦制，在中国实现联省自治，达到国家统一。
1917年初，李剑农任上海《中华新报》编辑员，专门撰写政论，抨击军阀，鼓吹改良政治。不久，李剑农同周鲠生、杨端六、王世杰等人创办政治杂志《太平洋》，李剑农自任编纂主任，鼓吹联省自治。他写的首篇文章是《调和之本义》，希望自理论上说明调和国内各派政治力量所具有的积极意义。他又连续发表《地方制之终极目的》、《民国统一问题》等4篇政论文章，阐述军阀割据的弊端，希望国家统一。联省自治的主张一经提出，迎合了人民的要求，各省军阀为保存地盘也多口头称赞，联省自治的声浪一度遍及全中国。
1919年8月至1922年秋，李剑农任汉口明德大学教授，其间受湖南军政首领赵恒惕的特聘，和王正廷等人起草《湖南省宪法》，任湖南省宪起草委员会主席。1922年12月，李剑农任湖南省务院长兼教育司司长。1924年11月，由于联省自治在中国行不通，与赵恒惕政见分歧而辞职，转而研究中国历史。
1925年，李剑农和彭一湖在长沙创办以不介入政争为宗旨的晨光学校，不到两年，该校因受党派之争的影响而停办。1925年，李剑农又被任命为湖南大学筹备主任。1927年夏初，李剑农再度赴上海，任太平洋书店编译主任。除了编辑书刊外，李剑农还研究戊戌变法以来政治史。1928年3月，李剑农以笔名“半粟”出版《中山出世后中国六十年大事记》。1930年，写成《最近三十年中国政治史》一书，由太平洋书店出版社出版（后来李剑农删去导论和最后一章，改名《戊戌以后三十年中国政治史》）。他还曾写《苏俄的东方政策》等书。
1930年秋，李剑农受聘于武汉大学讲授中国近代政治史课程。不久，李剑农出任武汉大学文法学院教授兼史学系主任。因教学需要，李剑农编《政治学概论》和《中国经济史》，1934年由商务印书馆出版。
1938年，日军入侵湖北，武汉大学迁往四川乐山，李剑农则回家乡。在家乡期间，为纪念蔡锷护国之功，李剑农与门人在隆回桃花坪倡办松坡中学（今隆回一中），并被推选为董事长。后来，他又和岳森、石醉六等人发起编印《蔡松坡先生遗集》，他为该书作序。同时，他募资在邵阳城创办松坡图书馆（后来成为湖南省三大图书馆之一），并捐赠许多图书。
1940年夏到1945年冬，李剑农在蓝田（后迁溆浦）的国立师范学院任教。1946年，借聘到湖南大学任教。1947年后，到武汉大学任教。因教学需要，李剑农整理了中国古代经济发展历程，编为讲义印行。中华人民共和国成立后，经彭雨新教授协助编辑，分成先秦两汉、魏晋南北朝隋唐、宋元明经济史稿三册出版。在武汉大学期间，李剑农还编有《明清史讲稿》21讲。
1949年，李剑农回邵阳参与湖南自救运动。1950年7月，李剑农被聘为湖南省军政委员会顾问，不久回到武汉大学任教。1954年起，李剑农出任全国政协委员。1954年，双目失明。
1963年12月14日，李剑农在武汉病逝，享年83岁。

## 著作
- 《武汉革命始末记》
- 《中山出世后中国六十年大事记》
- 《苏俄的东方政策》
- 《最近三十年中国政治史》
  - 《戊戌以后三十年中国政治史》
- 《中国近百年政治史》
- 《政治学概论》
- 《中国经济史稿》
  - 《先秦两汉经济史稿》、《魏晋南北朝隋唐经济史稿》、《宋元明经济史稿》
- 《明清史讲稿》[2]